# Safar Dudarow
Safar Dżambotowicz Dudarow (ros. Сафар Джамботович Дударов, ur. 24 października?/5 listopada 1888 w miejscowości Kardżyn w obwodzie terskim, zm. 30 października 1920 w miejscowości Arakany w obwodzie dagestańskim) – przewodniczący dagestańskiej obwodowej Czeki (1920).

## Życiorys
Ukończył szkołę realną we Władykaukazie, później uczył się na Wydziale Mechanicznym Moskiewskiej Szkoły Technicznej, od 7 listopada 1917 do 2 stycznia 1918 był komisarzem okręgu nazranowskiego w obwodzie terskim i jednocześnie członkiem KC Związku Zjednoczonych Górali. Od października 1919 był członkiem Rady Obrony Północnego Kaukazu i Dagestanu, w styczniu 1920 został członkiem RKP(b), do marca 1920 był komisarzem politycznym armii powstańczej Frontu Derbenckiego, a od marca 1920 komendantem Derbentu i komisarzem wojskowym Południowego Dagestanu. 26 kwietnia 1920 został przewodniczącym dagestańskiej obwodowej Czeki. Został zabity w miejscowości Arakany.